# Dendrobium sinominutiflorum
Dendrobium sinominutiflorum là một loài thực vật có hoa trong họ Lan. Loài này được S.C. Chen, J.J. Wood & H.P. Wood mô tả khoa học đầu tiên năm 2009.